# Couvent des Feuillants de Blérancourt
Le couvent des Feuillants est un ancien couvent situé à Blérancourt, dans le département de l'Aisne, en France.

## Historique

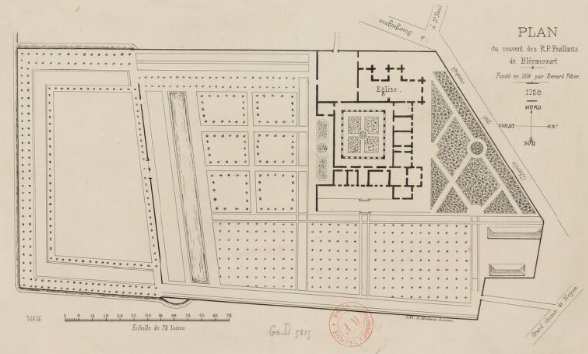
Plan du couvent des feuillants de Blérancourt en 1758.

Le couvent des Feuillants de Blérancourt a été fondé en 1614 par Bernard Potier.
Le monument est inscrit au titre des monuments historiques depuis 1928.

## Description
Du couvent des Feuillants, il ne subsiste aujourd'hui que la porte monumentale d’entrée située au niveau de l'intersection entre la rue du Faubourg-Saint-Pierre et de la rue Pasteur à Blérancourt.